# بيتشكرافت 1900
بيتش كرافت 1900 هي طائرة نقل اميركية، تم تصنيعها عن طريق شركة ريثيون، لها حمولة 19 راكب، وتستخدم من قبل العديد من الدول حول العالم سواء بالمجال العسكري أو المدني.
يمكنها التحليق في جميع أحوال الطقس، كما يمكنها الإقلاع من على ممرات قصيرة نسبيا. يصل مدي الطائرة لحوالي 1000 كم، وتم بناء حوالي 700 نسخة منها.
الطائرة حلقت أول مرة في 3 سبتمبر عام 1982، وتصل تكلفتها لحوالي 5 مليون دولار.

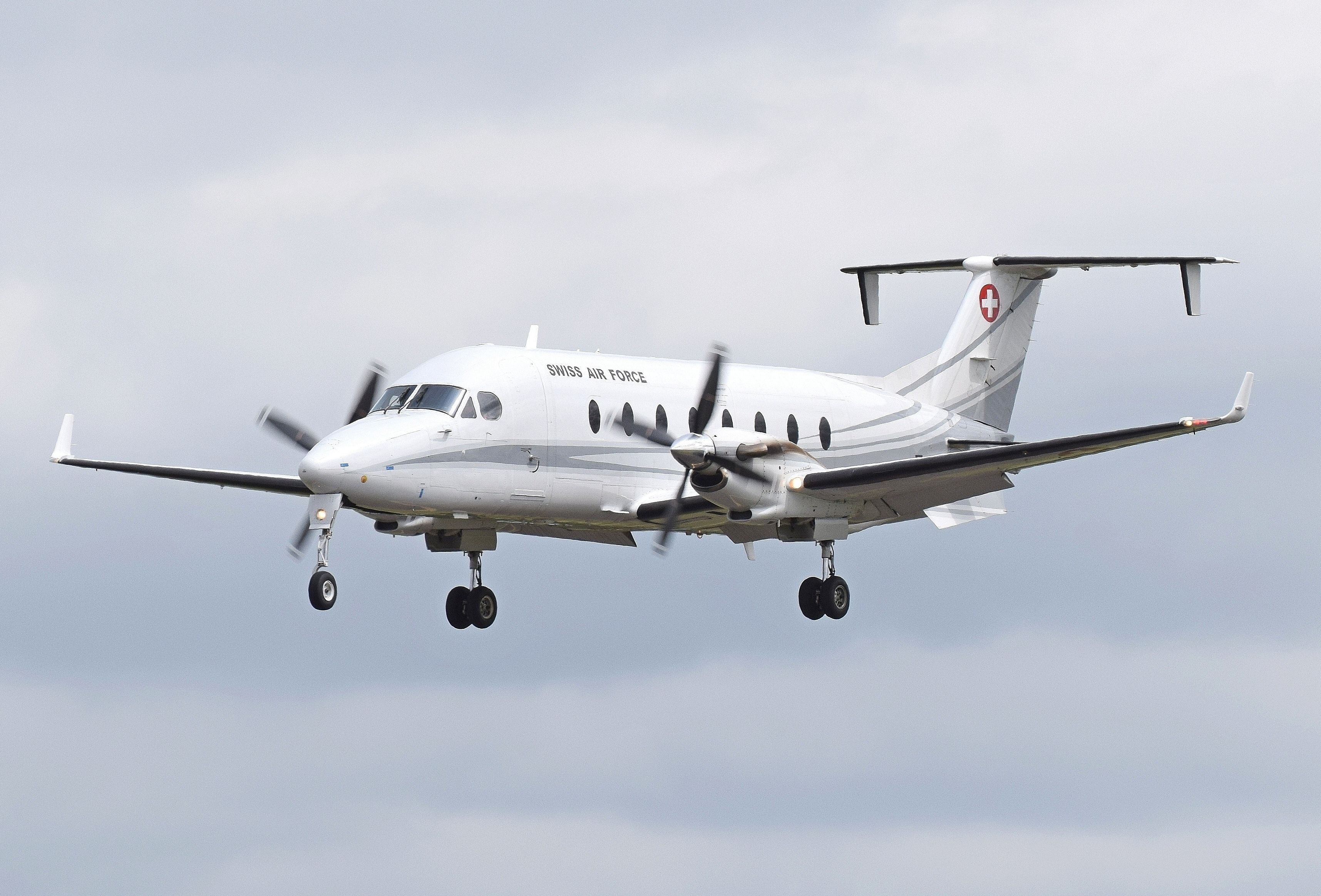
بيتشكرافت 1900D

## النسخ
- 1900
- 1900C
- 1900D
- عسكرية C12-J
- كينغ إير إكسيك لاينر

## وصلات خارجية
- Global Security